# Parc national de la Jacques-Cartier
Het Parc national de la Jacques-Cartier is een provinciaal park in Québec met een oppervlakte van 670 km². Het is in 1981 opgericht om de natuurlijke fauna in de Laurentiden te beschermen.

## Geschiedenis
Het gebied waar het park in ligt, werd vroeger bewoond door de Innu en de Wendat. In de zeventiende eeuw traden de Wendat op als gids voor Jezuïeten die volgens de kortste route van Québec naar het Lac Saint-Jean wilden reizen, 
Vanaf het midden van de negentiende eeuw vond er veel houtkap plaats in het gebied. Op aandringen van natuurbeschermers werd in 1895 een reservaat opgericht om het wildleven te beschermen en recreatie mogelijk te maken. Na de Tweede Wereldoorlog nam het aantal bezoeker sterk toe, onder meer door het verbeterde wegennet. In 1977 werd een plan van Hydro-Québec om een stuwdam te bouwen die de vallei onder water zou zetten onder druk van de publieke opinie afgeblazen. In hetzelfde jaar kwam er een einde aan de houtindustrie. 

## Flora en fauna
In de hoger gelegen delen van het park groeien vooral naaldbomen zoals de zwarte spar, terwijl in de vallei loofbomen de boventoon voeren, zoals de suikeresdoorn en de gele berk.
Het dierenleven is typisch voor de taiga. Zo kunnen in het park elanden, rendieren, Virginiaans herten, zwarte beren en wolven aangetroffen worden. In de meren en rivieren zwemmen vooral bronforellen, maar ook Atlantische zalmen en trekzalmen. Ten slotte komen in het park 169 vogelsoorten voor, waaronder de visarend en de gestreepte bosuil.

## Toerisme
In het Parc national de la Jacques-Cartier, dat op een half uur rijden van Québec ligt, worden jaarlijks zo'n 280.000 vakantiedagen doorgebracht. Er zijn zes campings en een bezoekerscentrum. Kanoën, vissen en langlaufen zijn populaire activiteiten. Daarnaast zijn voor de bezoekers zo'n 100 kilometer aan wandelpaden en 30 km aan fietspaden aangelegd. In 2009 kreeg het park een opknapbeurt van 2,3 miljoen dollar.

## Afbeeldingen

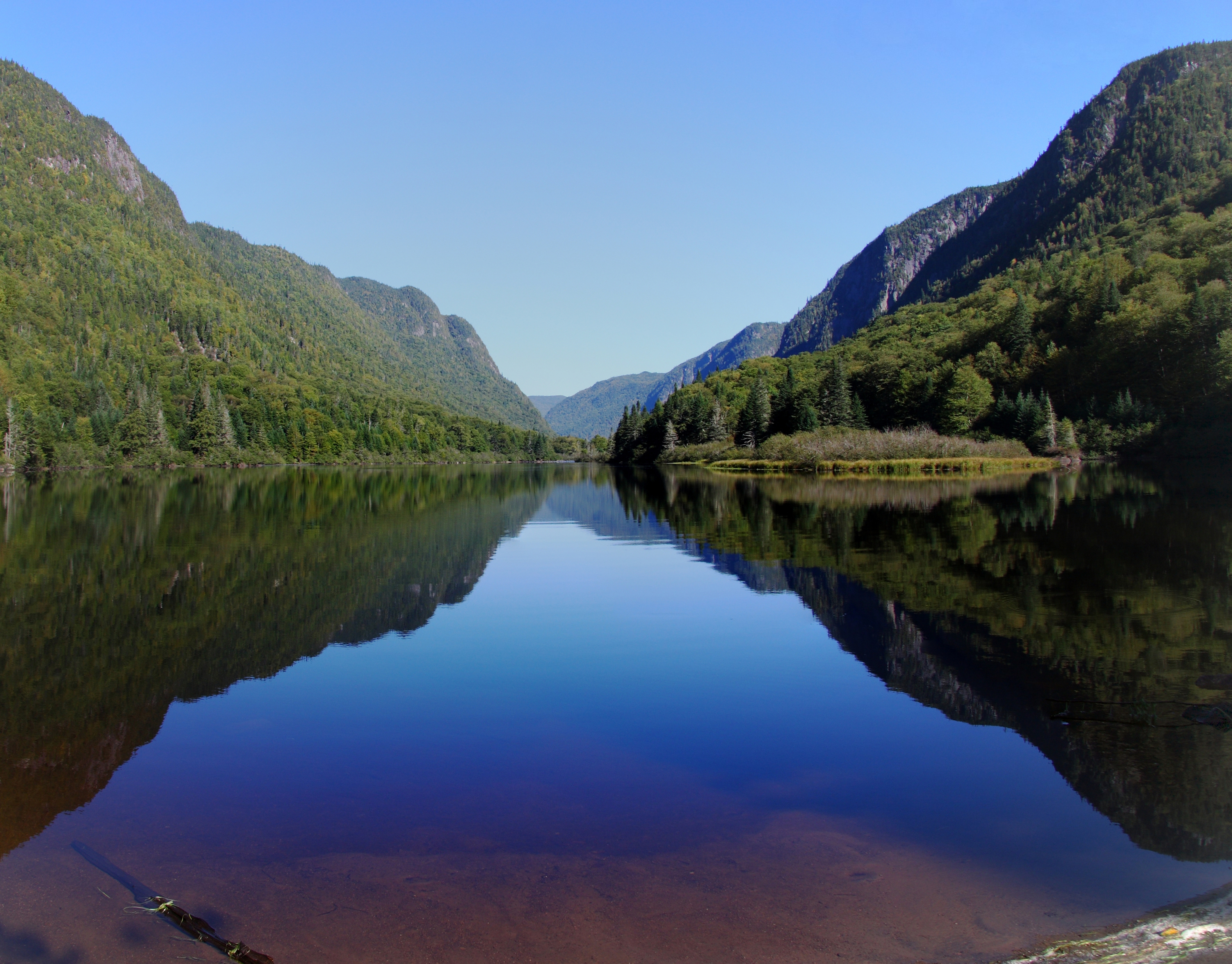
Jacques-Cartier-rivier
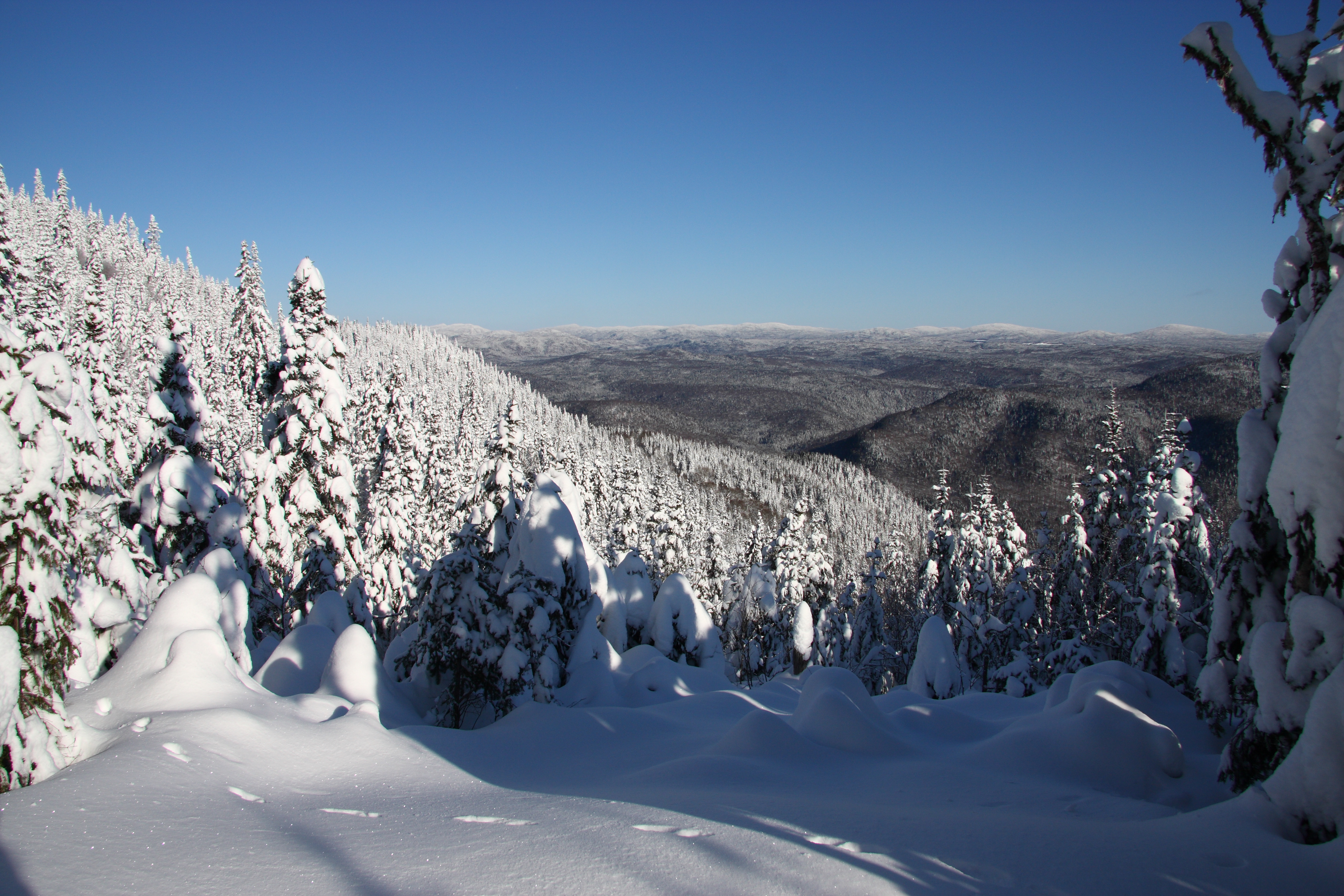
Beeld van het park in de winter
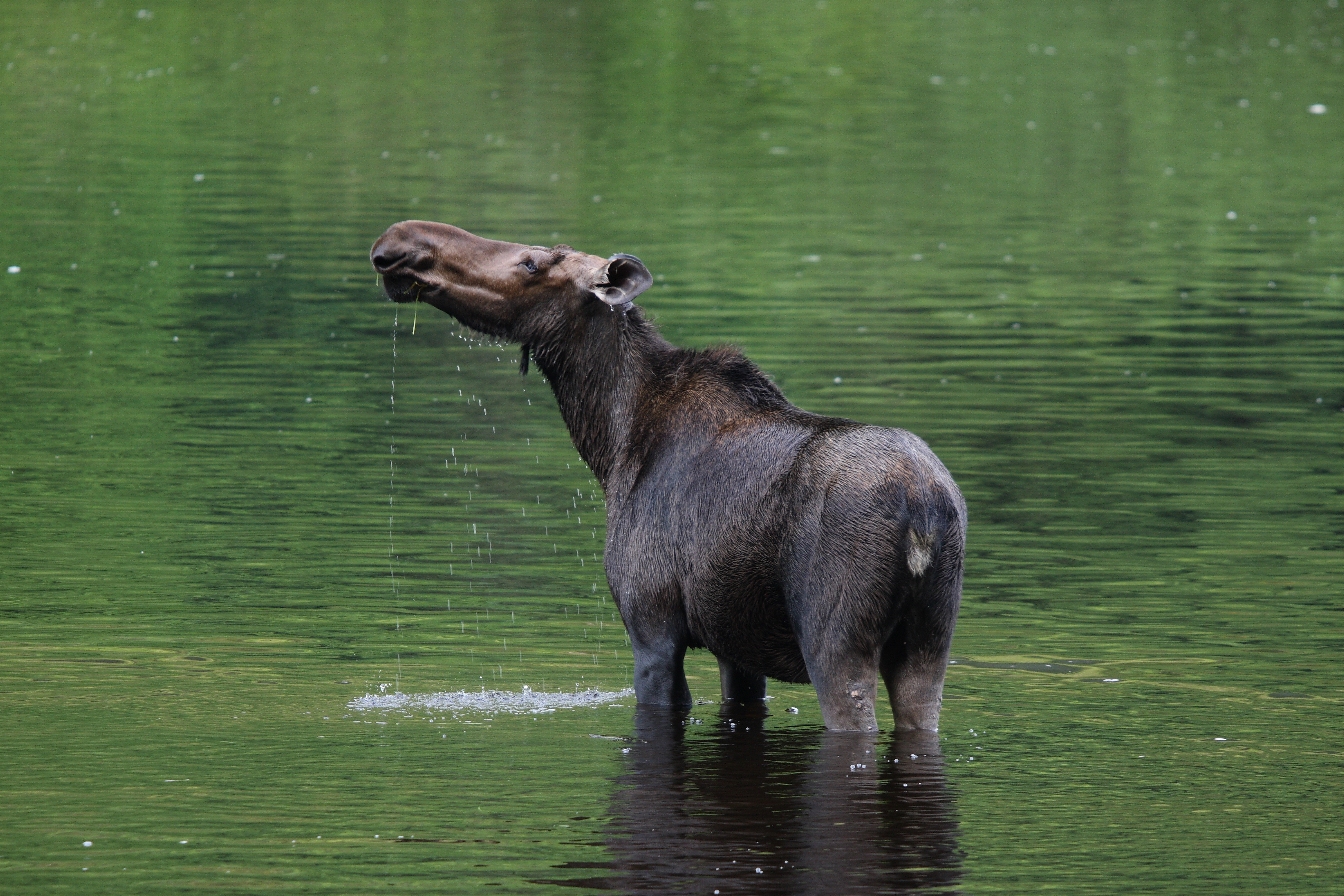
Vrouwtjeseland in het park